# Гамзеглу (дегестан)
Гамзеглу (перс. حمزه لو) — дегестан в Ірані, в Центральному бахші, в шагрестані Хомейн остану Марказі. За даними перепису 2006 року, його населення становило 4748 осіб, які проживали у складі 1400 сімей.

## Населені пункти
До складу дегестану входять такі населені пункти:
- Амірабад
- Ашіяне-є Олія
- Ашіяне-є Софла
- Ашоке
- Белаверджан
- Джаган-Калье
- Джубаде
- Емамзаде-Варче
- Магурзан
- Мазрае-є Афарінеш
- Мансур-Хвадже
- Назі
- Пандар-Джан
- Робат-е Агадж
- Сар-Кубе
- Сар-Так
- Сенджедак
- Сіян-е Олія
- Сіян-е Софла
- Фарфаган
- Хешті-Джан
- Хіз-Аб
- Ченар
- Човґан